# Kåre Fuglesang
Kåre Fuglesang (* 10. Juni 1921 in Rælingen; † 16. November 2000) war ein norwegischer Geiger und Musikpädagoge.

## Leben
Fuglesang studierte Geige in Oslo bei Henrik Adam Due und an der Juilliard School in New York. Von 1945 bis 1965 und von 1976 bis 1987 war er Mitglied des Orchesters der Philharmonischen Gesellschaft (Filharmonisk Selskaps Orkester, Oslo-Filharmonien), in der Saison 1961–62 außerdem Erster Konzertmeister an der Norske Opera. Von 1965 bis 1972 gehörte er als Konzertmeister dem Sinfonieorchester Göteborg an.
Zwischen 1972 und 1975 unterrichtete Fuglesang an der Musikschule und am Konservatorium von Kristiansand, zugleich war er Konzertmeister im Orchester der Stadt. Er trat auch als Solist auf und war Mitglied mehrerer Kammermuskgruppen, darunter des Nye Norske Strykekvartett.